# فرهنگ گورالواری

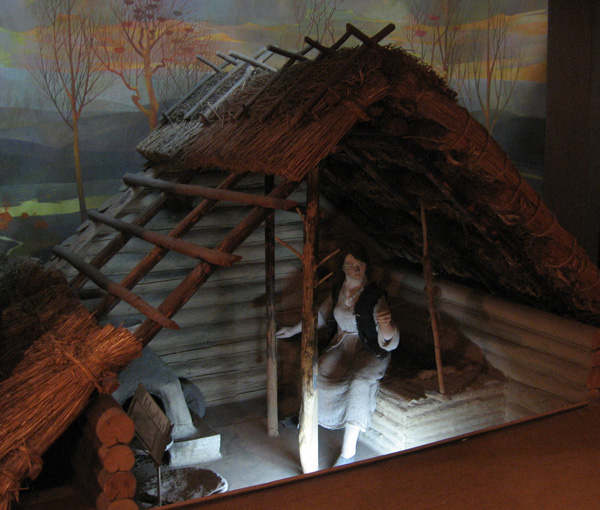
یک کلبهٔ بازسازی شده از فرهنگ گورالواری، موزه تاریخ ترنوپیل

فرهنگ گوراَلواری یا فرهنگ اسروبنا(به روسی: Сру́бная культу́ра)، فرهنگی‌است مربوط به عصر برنز پسین و بازهٔ زمانی سده‌های ۱۶ تا نهم پیش از میلاد مسیح. گور-الواری جانشین فرهنگ‌های گورچالی و پولتاوکا بود.
فرهنگ گورالواری در امتداد کرانهٔ شمالی دریای سیاه، از خاور دنیپر بر امتداد شمالی قفقاز تا دریای خزر گسترده‌بود و در امتداد چپ ولگا تا رود اورال کشید ه شده و با فرهنگ آندرونوو پیوند داشت.
فرهنگ گور-الواری یا اسروبنا نام خود را وام‌دار واژهٔ روسی اسروب به معنای چهارچوب ساخته شده با الوار چوباست که اشاره به ساختمان گورهای آن با الوار دارد. در این گورها اعضای بدن حیوانات نیز همراه با پیکر انسان به خاک سپرده می‌شد.
اقتصاد این فرهنگ از راه‌های کشاورزی و دام‌داری فراهم می‌آمده‌است. می‌نماید اینجا خاستگاه کیمری‌ها بوده‌باشد. 

در هزاره یکم پیش از میلاد سکایان و سرمتی‌ها در اینجا می‌زیستند و در هزاره یکم پس از میلاد خزرها و قپچاق‌ها بر این سرزمین چیره گشتند.

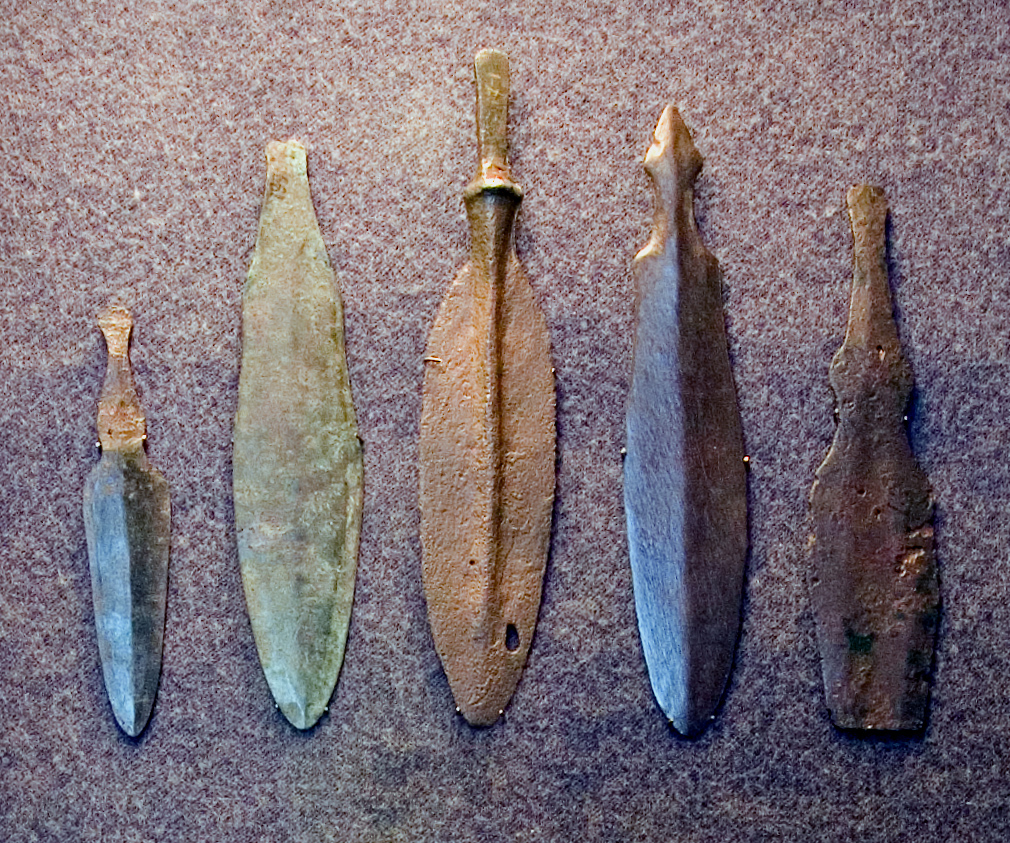
سرنیزه‌هایی مربوط به فرهنگ گور-الواری

## منابع و پانویس‌ها

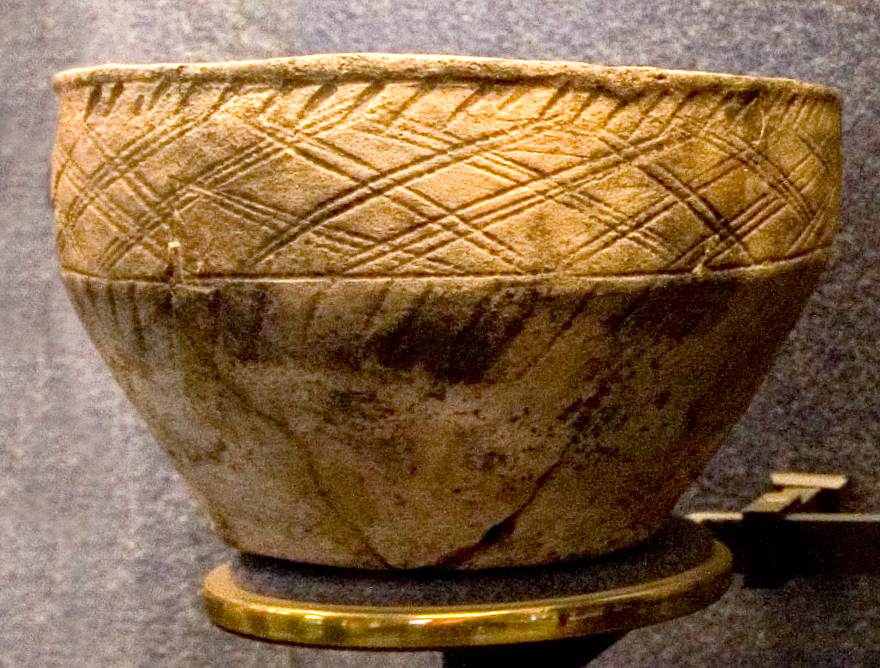
فرهنگ گوراَلواری